# Татранська Ломниця
Татранська Ломниця (словац. Tatranská Lomnica) — одна з кадастрових територій міста Високі Татри, що раніше було окремим поселенням.
Татранська Ломниця — один з найбільших та найчарівніших населених пунктів Високих Татр. 
В Татранській Ломниці знаходиться Астрономічний інститут Словацької Академії наук.

## Географія
Розташована в 6 км на схід від Смоковця, біля підніжжя гори Ломніцький штіт. Протікає Глибокий потік.

## Транспорт
Через Татранську Ломницю проходить Дорога свободи.
Тут є залізнична станція лінії 185 «Татранська Ломниця — Студений Потік» і 184 Татранської електрифікованої залізниці «Татранська Ломниця — Старий Смоковець» та дві станції канатної дороги «Татранська Ломниця — Ломницький штіт» (стара знаходиться за Гранд-готелем «Прага» і нова — неподалік від Дороги свободи).

## Історія
Територія Татранської Ломніці з 1209 року, коли вона стала предметом першої королівської пожертви з боку угорського короля Андраша II, змінила багато власників. Останнім приватним власником був Ондрей Спонер, у якого Угорська держава викупила цю територію у 1892 році. В тому ж році у Високих Татрах з'явився не тільки перший державний курорт, а й чергове татранське поселення — Татранська Ломніца. У 1893 році був збудований готель «Ломніца», на той час один з найбільших на території Високих Татр, згодом побудували Курортний дім з басейном. В 1905 році був збудований Гранд-Готель, який в 1919 році перейменували в Гранд-готель «Прага». В той же період появились і чисельні спортивні майданчики, лижна та санна траси, ковзанка, тенісні корти.
У 1947—1960 рр. поселення Татранська Ломніца входило до складу містечка Високі Татри (місто), яке в 1960 р. було розділене на менші територіальні одиниці — села Штрбске Плесо, Татранська Ломніца, Ждяр, Штвола і Старий Смоковець із статутом міста. У 1990 р. населені пункти Старий Смоковець, Штрбске Плесо та Татранська Ломніца знову були інтегровані й утворили місто Старий Смоковець, яке з 1 січня 1999 р. змінило назву на теперішню — Високі Татри.

## Історія канатних доріг у Високих Татрах
Підвісна канатна дорога від Гранд-готеля «Прага» після понад 70 років функціонування припинила своє існування.

## Світлини

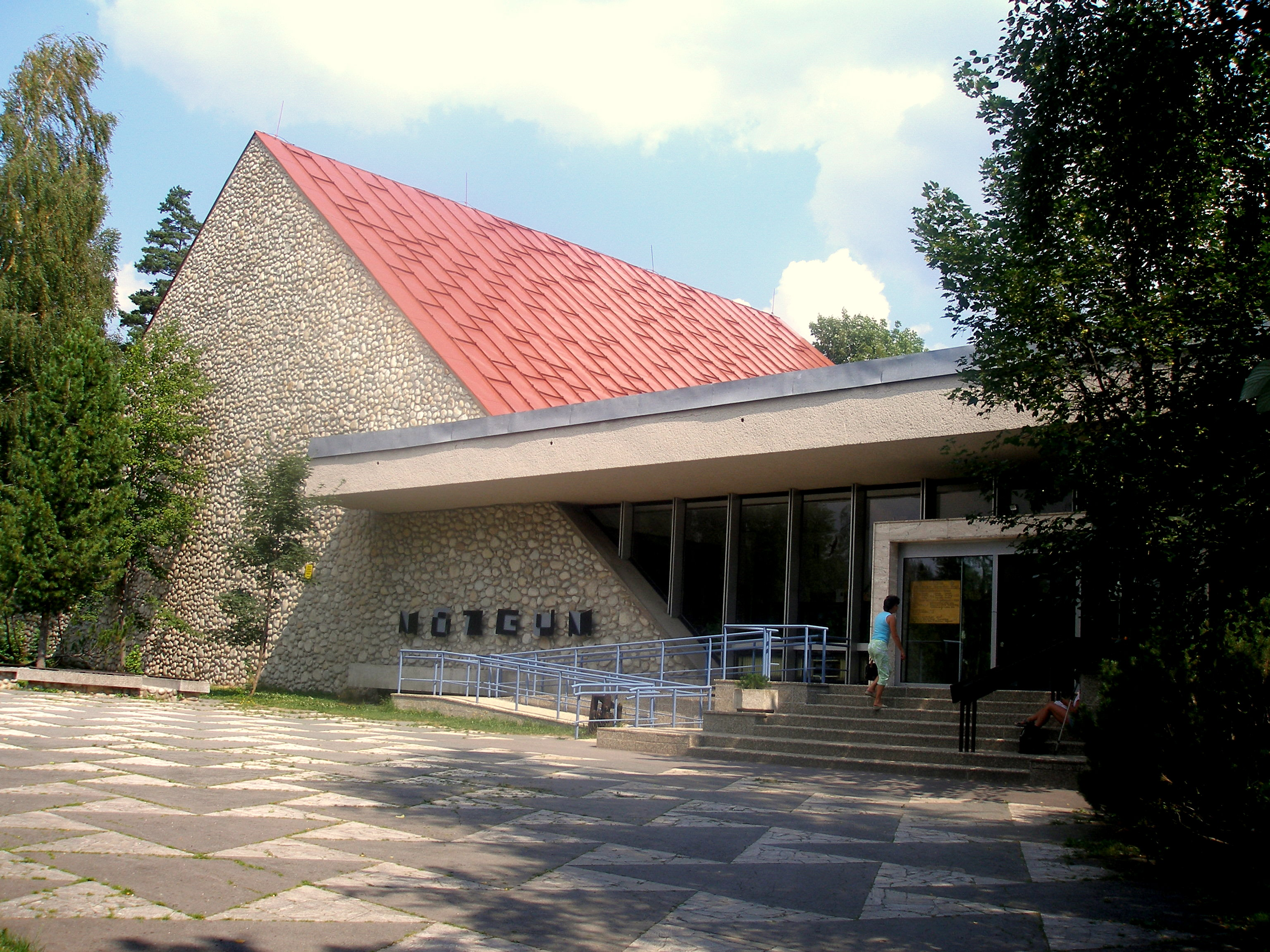
Музей Татранського національного парка
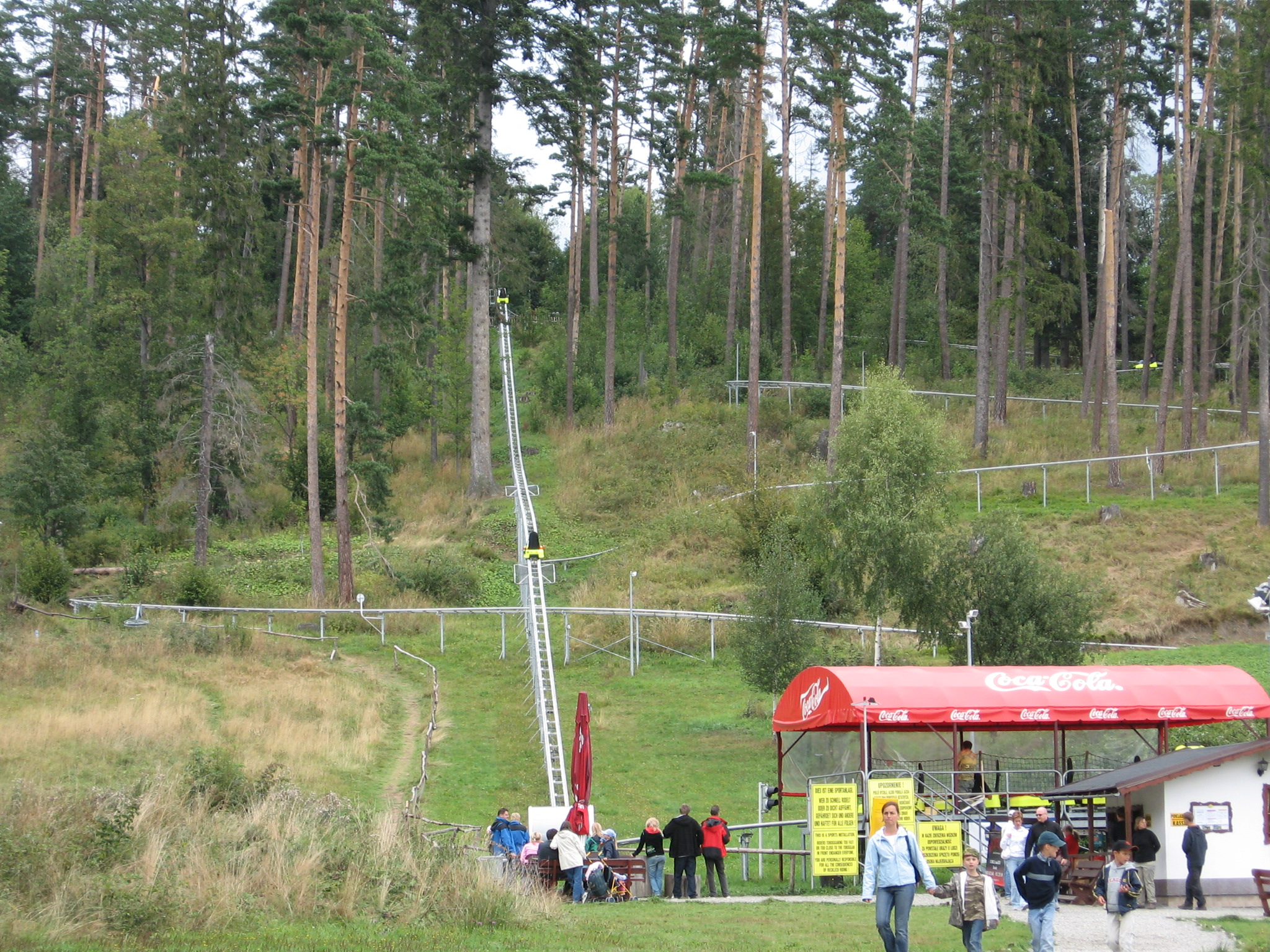
Бобслей на сонячній галявині
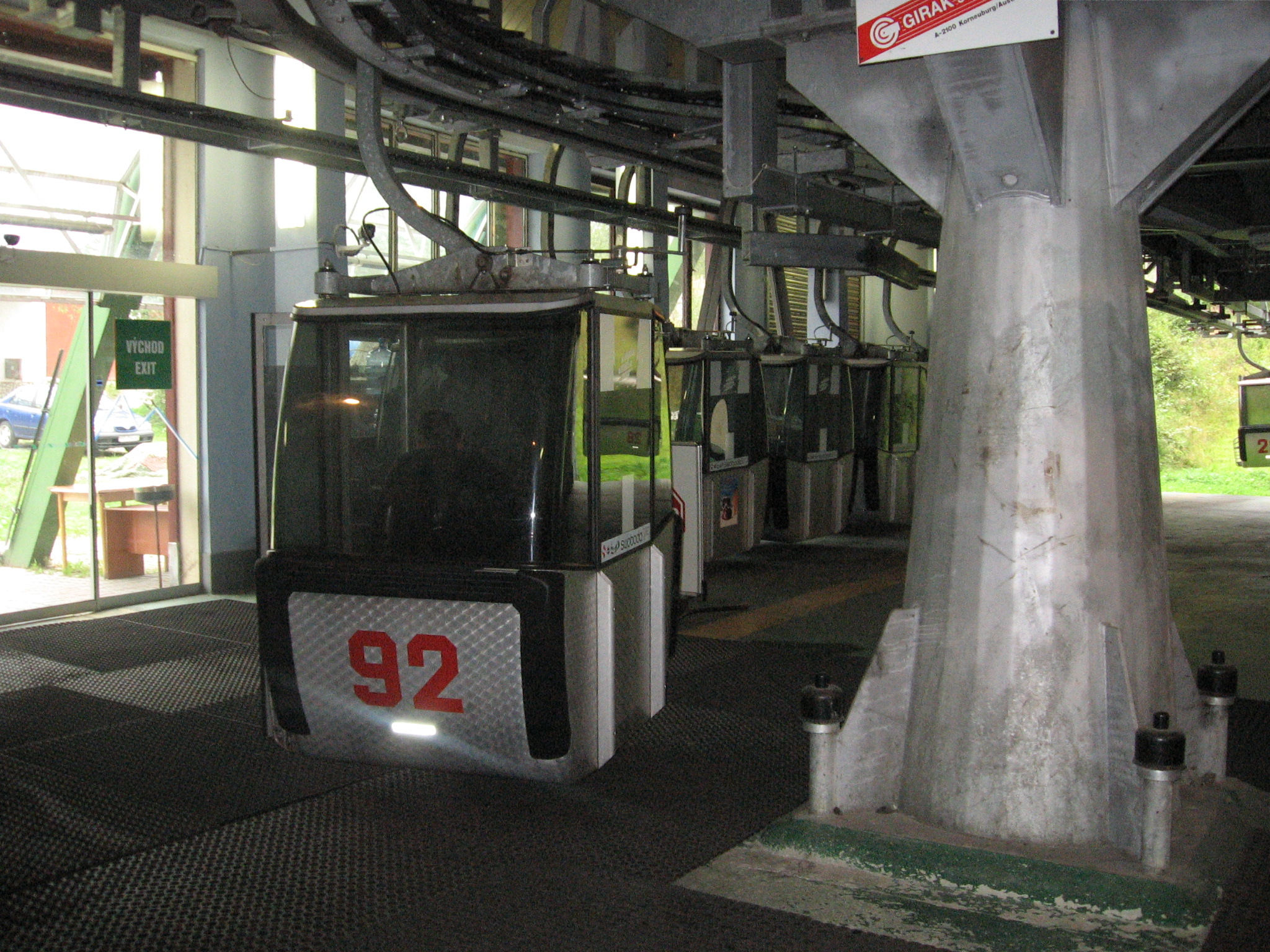
Нижня станція канатної дороги в Татранській Ломніці
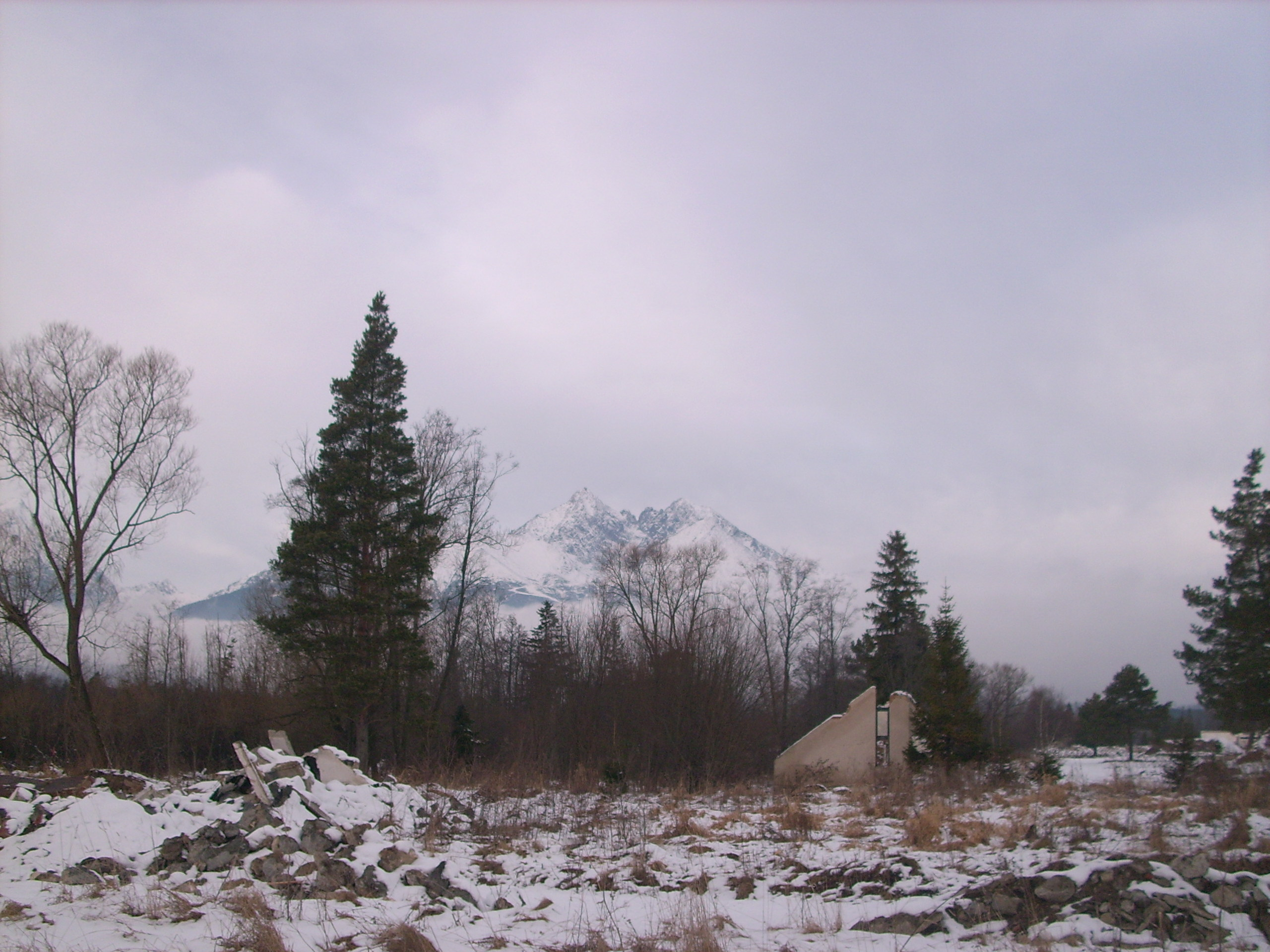
Eurocamp FICC, рештки дачної хатини